# Łęg (powiat tomaszowski)
Łęg – wieś w Polsce położona w województwie łódzkim, w powiecie tomaszowskim, w gminie Rzeczyca.
Wieś królewska Łąg tenuty inowłodzkiej, położona w powiecie brzezińskim  województwa łęczyckiego w końcu XVI wieku. W latach 1975–1998 miejscowość administracyjnie należała do województwa piotrkowskiego.